# Egbert Pieters
Egbert Pieters (Zoutkamp, 21 augustus 1893 - Groningen, 4 augustus 1981) was een Nederlands NSB-bestuurder. Hij was tussen 1943 en april 1945 waarnemend burgemeester van Grootegast. 

## Biografie
In 1917 trouwde Pieters in Groningen en stond hij geregistreerd als kantoorbediende. Later was hij onder meer werkzaam als kassier bij de Boerenleenbank te Leek. Op 1 januari 1937 werd Pieters lid van de NSB, waarna hij in 1942 directeur en buurtschapshoofd van de WHN-NVD werd, een functie die hij van de toenmalig burgemeester van Leek G. van Barneveld overnam. In april 1943 volgde het burgemeesterschap van Grootegast. Op 30 april 1945 werd Pieters geschorst en eind 1947 door het Groninger Tribunaal veroordeeld tot een gevangenisstraf en tien jaar ontzetting van het kiesrecht.
Pieters overleed in 1981 op het Pepergasthuis te Groningen in de leeftijd van 87 jaar.